# Prisme hexagonal parabiaugmenté
Le prisme hexagonal parabiaugmenté est une figure géométrique faisant partie des solides de Johnson (J55). Comme le nom l'indique, il peut être construit en augmentant doublement un prisme hexagonal en attachant deux pyramides carrées (J1) à deux de ses faces équatoriales non-adjacentes. (Le solide obtenu en attachant des pyramides à des faces équatoriales non-adjacentes à la face opposée n'est pas convexe, et donc n'est pas un solide de Johnson.)
Les 92 solides de Johnson ont été nommés et décrits par Norman Johnson en 1966.